# Castra Vetera
Castra Vetera (tudi: Vetera Castra ali le Vetera; včasih v literaturi, na zemljevidih in pogovorno predvsem kot Castra Vetera) je bilo ime za lokacijo dveh zaporednih rimskih legijskih taborov v provinci Spodnja Germanija blizu današnjega Xantena na Spodnjem Porenju. Legijski tabori Vetera so pripadali spodnjegermanskemu limesu in so od leta 2021 del Unescove svetovne dediščine.
V raziskavah in v znanstveni literaturi se razlikuje med starejšim gradiščem Vetera I (13/12 pr. n. št.  do 70 n. št.) in mlajšim gradiščem Vetera II (od leta 71 vsaj do 3. stoletja), ki sta bila okoli eno rimsko miljo (rimska milja = skoraj 1500 m) narazen. Vetera je bila ena najpomembnejših garnizij na severnem krilu Rimskega cesarstva in v svojih zgodnjih dneh je bila pomembno oporišče za rimska širitvena prizadevanja na desnem bregu Rena. Danes Vetera I leži na nepozidanem zemljišču v mestnem območju Xanten, medtem ko Vetera II leži na globini do deset metrov pod gladino umetnega jezera. 

## Geografska lega
Vetera I se je nahajala na južnem pobočju Fürstenberga, ledeniške končne morene, v starih časih obdane z močvirjem in barjem, dobra dva kilometra jugovzhodno od središča Xantena. Današnji talni spomenik leži pod večinoma kmetijsko uporabljenimi območji neposredno severozahodno od okrožja Xanten v Birtenu. V starih časih je bilo taborišče na izpostavljeni legi nasproti izliva reke Lippe, ki takrat še ni bila v Weselu , ampak nekoliko severno od njega.
V rimskih časih je sam tok Rena približno ustrezal današnjemu in je bil le nekoliko pomaknjen proti jugu ali zahodu. S položaja na Fürstenbergu je bil možen dober nadzor nad dolinama rek Ren in Lippe (Lupia). 
Vetera II je bila zgrajena leta 71 n. št. po prestrukturiranju spodnjegermanske vojske zaradi Batavske vstaje leta 69/70 n. št., približno kilometer in pol vzhodno od Vetere I na  spodnji terasi Rena, ki ni bila poplavljena. čas. V današnji topografiji se talni spomenik nahaja na območju tako imenovanega rečnega otoka Bislicher Insel, na severu obdan z Renom, z vzhoda, juga in zahoda s starim rokavom Rena. V starih časih se je verjetno nahajal neposredno ob Renu, ki je potekal proti severu. Danes viden in delno zamuljen rokav Rena, ki tvori zanko, ki se razteza daleč proti jugu, je nastal šele v srednjem veku, okoli leta 1200. V naslednjih stoletjih se je ta zanka Rena pomikala vedno dlje južno, spodkopava območje utrdbe in ga pokriva s prodnimi nanosi. Šele leta 1788/89, ko je bil Ren skozi umetno luknjo potisnjen v tok, ki ga približno zaseda danes, je zanka postala mrtev rokav starega Rena. 

## Zgodovinsko ozadje
Ime Vetera prvič omenja Tacit v Zgodovinah (Historiae) in se dvakrat omenja kot Vetera castra in večkrat na kratko omeni kot Vetera.
Po Cezarjevi galski vojni (58 do 51/50 pr. n. št.) je na Spodnjem Porenju nastala za Rimljane nevarna populacijska praznina. Zlasti Mark Vipsanij Agripa je poskušal kot guverner Galije od 39/38 pr.n.št. in 20 do 18 pr.n.št. zapolniti ta vakuum s ponovno naselitvijo germanskih plemen, vzpostavitvijo upravnih struktur in postavitvijo mreže glavnih cest. V tem času je Ren še vedno veljal za mejo rimskega interesnega področja. Glavni poudarek je bil na zavarovanju in razvoju provinc, ki jih je osvojil Cezar. Nadaljnja politika širitve še ni bila na dnevnem redu, legije so bile razpršene globoko v galskem zaledju.
To stanje se je spremenilo zaradi nenehnih posegov na levi breg Rena s strani germanskih plemen, ki so kulminirala v tako imenovani Lolijski katastrofi. V tej bitki leta 17 ali 16 pr. n. št. So rimskega guvernerja Galije Marka Lolija premagale združene sile Sikambrov, Tenkterov in Usipetov. Zdi se, da je bila politična škoda večja od dejanskih vojaških posledic in je pripeljala do temeljne spremembe rimskonemške politike. Avgust se je leta 16 pr.n.št. osebno odpravil v Galijo, da bi dokončno rešil "germansko vprašanje". Ostal je tri leta in sodil – potem ko je sledil svetovalcem, da je premagal in pomiril območje med Alpami in Donavo – od 15 pr. n.št. ponovno dislociral spodnjenemško vojsko.
Črta Rena je izgubila svoj prej precej obrambni značaj in postala ofenzivna baza za razporeditev proti germanskim območjem vzhodno od reke. Čete, ki so bile izpuščene po alpskem pohodu, so bile premeščene na Ren, v legijski tabore Noviomagus v bližini Nijmegena in Vetera. Novejša literatura dvomi , ali je bila bolj ofenzivna usmeritev germanske politike (avgustanske germanske vojne 12 pr. n. št. do 16 n. št.) v tem času dejansko že usmerjena v okupacijo Germanije na desnem bregu Rena do Labe, kot se je dolgo domnevalo. 
Ko se je Avgust leta 13 pr.n.št. vrnil v Rim, je vrhovno poveljstvo predal svojemu pastorku Druzu , čigar ime je zaslužno za obsežno ofenzivo proti Germanom v letih 12-8 pr.n.št.. Kot del Druzovih pohodov je Vetera verjetno služila kot oporišče za pohode v Germanijo na desnem bregu Rena. Njegova lega nasproti ustja reke Lippe je bila optimalna, saj je Lipska dolina odpirala dostop daleč proti vzhodu na sovražnikovo ozemlje. Do plemenskih območij Sikambrov in Usipetov je bilo mogoče iz Vetera priti tudi po kratkih poteh.
Z Vetera kot bazo, obkroženo s pomožno utrdbo Asciburgium in legijskim taboriščem Oberaden, ki ga je na novo zgradil Druz na desnem bregu Rena, bi lahko Sikambre bolj ali manj "vzeli v klešče".   Druz je vodil skupno štiri pohode v Germanijo na desnem bregu Rena, pri čemer so se glavne dejavnosti med spopadom preusmerile na območje Hatov. Po njegovi zgodnji smrti so pohodi Tiberija (9–6 pr. n. št.), Lucij Domicij Ahenobarba (okoli 3 pr. n. št.), Marka Vinicija (immensum bellum, 1. do 5. n. št.) in od leta 4. n. št. ponovno nadaljeval Tiberij.
Spomladi  leta 6 pa je bilo treba operacije prekiniti, ker je zaradi upora v provinci Panoniji moral biti tam general in del legij. Njegov naslednik na mestu guvernerja Publij Kvinktilij Var (7–9) je imel manj sreče, kar je leta 9 privedlo do Varovega poraza, tako imenovane »bitke v Tevtoburškem gozdu«, ki se je končala s popolnim uničenjem treh legij, izginotjem treh Alan (konjeniških pomožnih enot) in šestih kohort. Verjetno je bila vojska na pohodu nazaj v Vetero in skoraj zagotovo dve od izgubljenih legij, XVIII. legija Avgusta in  XVII. Legija Avgusta, prej stacionirani v Veteri.
V obdobju, ki je sledilo, so Rimljani evakuirali vse garnizije na desnem bregu Rena in močno zmanjšali svoje ambicije do Germanije. Pod Tiberijem, ki je pohitel nazaj k Renu, sta bili zdaj v ospredju širitev in utrjevanje rečne meje. Število legij na Renu se je povečalo s šest na osem. Izgubljene enote iz Vetere so nadomestile Legio V Alaudae in Legio XXI Rapax. Vetera je postala glavno mesto novoustanovljenega spodnjegermanskega vojaškega okrožja (Exercitus Germanicus Inferior) okrog 11/12 našega štetja . 
Po vrnitvi Tiberija v Rim leta 12 je Germanik naslednje leto prevzel vrhovno poveljstvo v Porenju. Pripravil je nadaljnje ofenzive v Germanijo na desnem bregu Rena, vendar je moral najprej leta 14 našega štetja zadušiti upor renskih legij, ki so se po Avgustovi smrti uprle proti Avgustovemu nasledniku Tiberiju. V ta upor sta bili vključeni tudi legiji V in XXI iz Vetere, ki sta bili v tem času skupaj z dvema drugima legijama zbrani v poletnem taborišču (verjetno v tako imenovanem "taborišču C" v Novaesium sedanji Neuss). Nato so se začeli obsežni in dragi pohodi v svobodno Germanijo (Germanikovi pohodi). Tu je Germanik vodil južno krilo rimske vojske, ki je delovalo iz Mogontiacum (Mainza), medtem ko je imel Avl Cecina Sever vrhovno poveljstvo nad severno armadno skupino, ki je delovala iz Vetere.
- Vojaški pohodi Germanika in Avla Cecine Severa v letih  14–16
- Vojaške akcije v letu 14
- Vojaški pohodi v letu 15
- Operacije v letu 16

Potem ko tvegane in drage akcije do 16. leta niso prinesle želenega uspeha, je Tiberij prekinil ofenzivo in Germaniku ukazal vrnitev v Rim. V obdobju, ki je sledilo, je Spodnji Ren ostal obrambna meja. Na tej meji in s tem tudi v Veteri je bilo več kot pol stoletja razmeroma mirno. Za Klavdijev čas je značilna predvsem širitev cestnega omrežja, ki je povezovalo različne vojaške tabore v Porenju. To mirno stanje se je spremenilo šele z dogodki v letih 69/70 , ko je prišlo do Batavskega upora. 
Kampanje so bile le delno uspešne: Arminiju je uspelo pobegniti Rimljanom, vendar so bile vrnjene akvile, poljska znamenja ali orli izgubljenih legij, ostanki pobitih legionarjev pa so bili ustrezno pokopani.
Utrdba je bila medtem utrjena z dvojnim jarkom, 3 metre debelim zemeljskim obzidjem s palisadnimi zidovi. Leta 46 je 21. legijo zamenjala 15. legija Primigenia. V tem času sta bila zgrajena valetudinarij (bolnica) in amfiteater. Okoli leta 55 je bil Plinij starejši, pozneje znan kot pisatelj, nameščen v Veteri. Leta 60 je vojaški tabor dosegel največjo velikost 902 m x 621 m.

## Batavska vstaja
Med batavsko vstajo so Vetero septembra 69 oblegale čete Julija Civila. Marks Hordenij Flak, guverner (legatus pro praetore) vojaške province Gornja Germanija ( Germania Superior ), je poslal Gaja Dilija Vokula v Vetero, da bi nadomestil rimske legije. Vokula je premagal Batavce pri Gelduba (Krefeld) in prekinil obleganje Vetere. Ker so  Usipeti in Hati napadli Mogontiacum (Mainz), se je bil Vokula prisiljen vrniti na jug. Tu so nezadovoljne čete ubile Flaka, Vokula pa je za las ušel isti usodi. Batavijci so ponovno oblegali Vetero in marca 70 se je bil Munij Luperk, poveljnik legij v Veteri, prisiljen vdati. Kljub Civilisovi obljubi svobodnega umika so Batavijci pobili približno 5000 vojakov 5. in 15. legije.

## Castra Vetera II
Leta 71 sta bila na novo zgrajena tako trdnjava, čeprav bolj vzhodno, kot tudi trgovsko mesto. Castra Vetera II je bila veliko manjša od prvega vojaškega tabora in se je nahajala skoraj ob Renu. Odslej je bila nameščena samo ena legija, 22. legija Primigenia. Druga legija (X. legija Gemina) je bila nameščena v Ulpia Noviomagus Batavorum (Nijmegen), 40 km stran. Okoli leta 100 je mesto dobilo status kolonije pri Veteri in se od takrat naprej imenovalo Colonia Ulpia Traiana. Leta 104 ali 105 je 6. legija Victrix zamenjala 22. legijo. 6. legija je bila leta 122 poslana v Britanijo, nakar je bila 30. legija Ulpia Victrix nameščena v Veteri II. Ta legija bo ostala v Veteri še dolgo v 3. stoletju. Leta 259 so Franki prečkali Ren in skušali zavzeti mesto, a jim ni uspelo. Okoli leta 275 so Colonio Ulpia Traiano uničili Franki. Cesar Konstantin I. Veliki je med letoma 306 in 311 na ostankih mesta dal zgraditi trdnjavo Tricensimae. Ta je bila takrat najpomembnejša rimska utrdba na Spodnjem Porenju in je prevzela funkcijo nekdanje Castra Vetera. Trdnjavo so leta 351 osvojili Franki, nato pa so jo leta 359 ponovno zavzeli Rimljani. V osvajanju in rekonkvisti je bilo obzidje tako uničeno, da ga niso nikoli obnovili. 30. legija je bila premeščena iz Vetere II v Tricensimae, kjer je ostala do okoli leta 400.
Castra Vetera II je trenutno 10 metrov pod vodo v naravnem parku Bislicher Insel blizu Xanten.